# Чишулл, Эдмунд
Эдмунд Чишулл (англ. Edmund Chishull; 22 марта 1671 год, Эйворт — 1733 год, Уолтемстоу) — английский священник и антиквар.
Эдмунд Чишулл родился 22 марта 1671 в Эйворте в Бедфордшире. В 1687 году он был принят в Оксфордской Колледж Корпус-Кристи, где получил степень бакалавра искусств в 1690 году, степень магистра искусств в 1693 году, в 1696 году был избран в феллоу колледжа, а в июне 1705 года получил степень бакалавра богословия (англ.).
Получил от колледжа «выездную должность» и был назначен капелланом на английское предприятие во время левантийской компании в турецком городе Смирне. Покинул Англию 10 февраля 1698 года на фрегате HMS Neptune и на нём прибыл в Смирну 12 ноября того же года. Во время своей службы с 21 апреля по 3 мая 1699 года совершил поездку в Эфес. В 1701 году он посетил Константинополь. Далее Чишулл возобновляет своё капелланство. 10 февраля 1702 года он покидает Смирну чтобы отправиться на родину сухопутным путем через Галлиполи и Адрианополь. В Адрианополе он присоединился к лорду Пажету, бывшему британскому послу в Порте, который также возвращался на родину.
Путешествуя как член свиты английского посла, Чишулл посетил Болгарию, Трансильванию, Венгрию и Германию, пока не прибыл в Нидерланды. В Лейдене он покинул лорда Пажета и сам вернулся в Англию.
По возвращении он работал в должности лектора (lecturer) в церкви святого Олафа в Лондоне. Впоследствии он женился и отказался от своего статуса феллоу. 1 сентября 1708 он был назначен викарием в Уолтемстоу в графстве Эссекс, где проживал до самой смерти. Чишулл был назначен капелланом королевы в 1711 году. В 1731 году ему было предоставлено проживание в Southchurch (Rector of Southchurch), располагающемся также в Эссексе.
Умер Эдмунд Чишулл 18 мая 1733 года.

## Научная деятельность
Чишулл издавал журнал при содействии Ричарда Меда. В нем Чишулл публиковал стихи на латинском языке, труды по нумизматике и путевые очерки. В 1728 году он опубликовал «Азиатские древности» (лат. Antiquitates Asiaticae). Это была коллективная работа по истории, к которой были привлечены ведущие ученые своего времени Уильям Шерард, Антонио Пикенини, Жозеф Питтон де Турнефор и многие другие.
Также как теолог Чишулл дискутировал по вопросу бессмертия души и выступил с критикой Генри Додвелла. Додвелл утверждал что душа смертна, а бессмертием могут обладать только те, кто получил крещение от рук членов регулярно назначаемого духовенства. Додвелл ответил Чишуллу и Самюэлю Кларку в своей работе «Возмущение, в связи с недавними оскорблениями мистера Кларка и мистера Чишулла» (1708).
В 1785 году все рукописи Чишулла были приобретены Британским музеем.

## Труды
- Gulielmo Tertio terræ marique principi invictissimo in Gallos pugna navali nuperrime devictos, carmen heroicum (1692)
- In obitum … Reginæ Mariæ carmen pastorale
- A charge of Heresy maintained against Mr. Dodwell’s late Epistolary Discourse concerning the Mortality of the Soul (1706)
- Against Duelling: A Sermon Preach’d before the Queen (1712).
- Inscriptio Sigæa antiquissima Βουστροφηδον exarata. Commentario earn HistoricoGrammatico-Critico illustravit Edmundus Chishull, S.T.B. regiae majestati à sacris (1721)
- Notarum ad inscriptionem Sigaeam appendicula; addita a Sigaeo altera Antiochi Soteris inscriptione
- Dissertatio de Nummis quibusdam a Smyrnseis in Medicorum honorem percussis (1724)
- Antiquitates Asiaticæ Christianam Æram antecedentes ex primariis Monumentis Graecis descriptae, Latine versae, Notisque et Commentariis illustratae. Accedit Monumentum Latinum Ancyranum. (1728)[7]
- Travels in Turkey, and back to England (1747)[8] Опубликовано посмертно. Британский музей хранит копию рукописи с многочисленными рукописными заметками автора.